# 2000 AH182
2000 AH182 är en asteroid i huvudbältet som upptäcktes den 7 januari 2000 av LINEAR i Socorro County, New Mexico.
Asteroiden har en diameter på ungefär 7 kilometer och den tillhör asteroidgruppen Gefion.